# Perry Como Sings Merry Christmas Music
Perry Como Sings Merry Christmas Music – studyjny album amerykańskiego piosenkarza Perry’ego Como nagrywany 1, 6, 20 i 22 sierpnia 1946 roku i wydany w 1946 roku przez wytwórnię RCA Victor. Był to pierwszy studyjny album piosenkarza oraz pierwszy jego album z muzyką bożonarodzeniową. Został pierwotnie wydany w postaci płyt 78 obr./min.
Album ten ukazał się ponownie w 1951 oraz 1956 roku.

## Lista utworów
Płyta 1:
1. „That Christmas Feeling” (3:23), nagrany 6 sierpnia 1946.
2. „I'll Be Home For Christmas“ (2:53), nagrany 6 sierpnia 1946.

Płyta 2:
1. „Silent Night”(3:50), nagrany 20 sierpnia 1946.
2. „O Come, All Ye Faithful (Adeste Fideles)” (2:45), nagrany 20 sierpnia 1946.

Płyta 3:
1. „Jingle Bells” (2:58), nagrany 22 sierpnia 1946.
2. „Santa Claus Is Comin’ to Town” (2:15), nagrany 1 sierpnia 1946.

Płyta 4:
1. „Winter Wonderland” (2:37), nagrany 1 sierpnia 1946.
2. „O Little Town of Bethlehem” (2:54), nagrany 20 sierpnia 1946